# Jmerîne, Tomakivka
Jmerîne (în ucraineană Жмерине) este un sat în comuna Vîvodove din raionul Tomakivka, regiunea Dnipropetrovsk, Ucraina.

## Demografie
Componența lingvistică a localității Jmerîne
     Ucraineană (93,75%)
     Rusă (2,08%)
     Belarusă (2,08%)
Conform recensământului din 2001, majoritatea populației localității Jmerîne era vorbitoare de ucraineană (93,75%), existând în minoritate și vorbitori de rusă (2,08%) și belarusă (2,08%).